# Franklin Archibold
Franklin Archibold (né le 24 août 1997 à David) est un coureur cycliste panaméen.

## Biographie
Il est nommé porte-drapeau de la délégation du Panama aux Jeux olympiques d'été de 2024 en compagnie de la gymnaste artistique Hillary Heron (en).

## Palmarès
- 2014
  - 3e du championnat du Panama sur route juniors
- 2016
  -  Champion du Panama sur route espoirs
  - 1re étape de la Clásica de Montaña-Chiriquí
  - 4e étape du Tour du Panama
  - 3e du championnat du Panama sur route
- 2017
  -  Champion du Panama du contre-la-montre
  -  Champion du Panama du contre-la-montre espoirs
  - Clásica Perla del Fonce :
    - Classement général
    - 1re étape (contre-la-montre)

  - 2e étape de la Clásica Radio Chiriquí (contre-la-montre)
  - 1re, 5e et 6e étapes du Tour du Panama
  - 10e étape de la Vuelta a Chiriquí
  - 2e du championnat du Panama sur route espoirs
  - 3e du championnat du Panama sur route
  - 3e du Tour du Panama
  -  Médaillé de bronze de la course en ligne aux Jeux d'Amérique centrale
- 2018
  -  Champion du Panama du contre-la-montre
  -  Champion du Panama sur route espoirs
  -  Champion du Panama du contre-la-montre espoirs
  - Grand Prix Mobiliar
  - 1re étape du Tour du Pays de Gex-Valserine (contre-la-montre)
  - 2e étape de la Vuelta a Chiriquí (contre-la-montre par équipes)
  - 2e du Grand Prix du Faucigny
  - 3e du Tour du Pays de Gex-Valserine
  - 3e du Tour du Panama
- 2019
  - 4e étape du Tour de San Carlos
  - Vuelta a Chiriquí :
    - Classement général
    - 4e, 6e (contre-la-montre) et 7e étapes

  - 2e du Xanisteban Saria
  - 3e du Trofeo Santiago en Cos
- 2020
  - 5e étape de la Vuelta a Chiriquí
  -  Médaillé d'argent du championnat d'Amérique centrale sur route
  -  Médaillé d'argent du championnat d'Amérique centrale du contre-la-montre
  - 2e du championnat du Panama du contre-la-montre
  - 3e de la Vuelta a Chiriquí
- 2021
  -  Champion d'Amérique Centrale du contre-la-montre
  -  Champion du Panama sur route
  - Tour du Panama :
    - Classement général
    - 2e, 3e, 4e et 5e étapes

  - 3e (contre-la-montre) et 4e étapes de la Vuelta a Chiriquí
  - 2e du championnat du Panama du contre-la-montre
  -  Médaillé de bronze du championnat panaméricain du contre-la-montre
  -  Médaillé de bronze du championnat d'Amérique centrale sur route
  - 3e du Grand Prix Gündoğmuş
- 2022
  -  Champion d'Amérique Centrale du contre-la-montre
  -  Champion du Panama du contre-la-montre
  - 2e et 8e étapes du Tour du Guatemala
  - 1re étape de la Vuelta a Chiriquí
  - 10e étape de la Tour du Costa Rica
  - 3e de la Vuelta a Formosa Internacional
  - 3e de la Vuelta a Chiriquí
- 2023
  - 1re étape de la Clásica RPC Radio
  - Vuelta a Chiriquí
  - 2e de la Vuelta del Porvenir San Luis
  - 2e du championnat du Panama du contre-la-montre
  - 2e du championnat du Panama sur route
  - 2e du GP Urubici de Ciclismo
- 2024
  -  Champion d'Amérique Centrale sur route
  -  Champion d'Amérique Centrale du contre-la-montre
  -  Champion du Panama sur route
  -  Champion du Panama du contre-la-montre
  - 2e, 5e (contre-la-montre) et 6e étapes du Tour du Panama
  - 3e et 7e étapes de la Vuelta a Chiriquí
  -  Médaillé d'argent du championnat panaméricain du contre-la-montre
- 2025
  -  Champion d'Amérique Centrale sur route
  - Gran Premio Ciudad de Puerto Llumbreras
  - Circuito Montañés
  - Tour de Ségovie
  - Trofeu Abelard Trenzano
  - Tour du Panama : 
    - Classement général
    - 2e et 3e étapes

  - 2e du championnat du Panama du contre-la-montre
  -  Médaillé d'argent du championnat d'Amérique centrale du contre-la-montre
  - 2e du Premio San Pedro
  - 3e du championnat du Panama sur route
  - 3e du Trofeo Santa Quiteria

## Classements mondiaux
| Année                                 | 2017  | 2018  | 2019 | 2020  | 2021 | 2022 | 2023 | 2024 |
| ------------------------------------- | ----- | ----- | ---- | ----- | ---- | ---- | ---- | ---- |
| Classement mondial                    | 1327e | 1335e | nc   | 1079e | 237e | 538e | 326e | 291e |
| UCI Europe Tour                       | nc    | 2003e |      |       |      |      |      |      |
| UCI America Tour                      | 113e  | 131e  | nc   | 90e   | 19e  | 47e  | 30e  | 30e  |
|                                       |       |       |      |       |      |      |      |      |
| Légende : nc = non classéSource : UCI |       |       |      |       |      |      |      |      |